# Stara Poczta w Belgradzie
Poczta Belgrad 2, Stara poczta, znana również jako Budynek Poczty na Placu Sawy i Budynek Poczty na Dworcu Kolejowym – budynek w Belgradzie. Znajduje się obok dworca Beograd-Glavna i jest uważany za jeden z symboli miasta. Został zbudowany w okresie serbsko-bizantyjskiego odrodzenia w 1929 roku według projektu architekta Momira Korunovicia.

## Historia budynku
W 1935 roku przez pocztę przewinęło się ponad 400 mln przesyłek, a pod koniec lat 30. XX wieku placówka pocztowa uchodziła za największą na Bałkanach, zatrudniała 700 osób. W 1944 roku budynek został uszkodzony w trakcie alianckich bombardowań, następnie w 1947 roku zrekonstruowany w stylistyce socrealistycznej. Jak podaje Forbes, oryginalne szkice budowli się nie zachowały, jednak część ryzalitów budynku i fasady przetrwała w archiwum rodziny Korunović, u wnuka architekta.

### Zapowiedź rewitalizacji
W 2018 roku zastępca mera Belgradu, Goran Vesić, ogłosił, że spodziewa się renowacji starej fasady. Architekt i urbanista miasta Belgradu, Marko Stojčić, potwierdził w lipcu 2020 roku, że budynek Starej poczty otrzyma wygląd sprzed II wojny światowej. Eksperci z miejskiego Instytutu Ochrony Zabytków Kultury stwierdzili, że Poczta zostanie częściowo przywrócona do dawnego wyglądu, ponieważ budynek utracił swoją pierwotną strukturę. 
W czerwcu 2022 roku władze miasta ogłosiły zmianę pierwotnych planów i stary budynek zostanie całkowicie zburzony, a na jego miejscu powstanie nowy, będący repliką pierwotnego projektu Korunovicia. W nowym obiekcie znajdzie się Miejska Biblioteka oraz wieczorna scena Teatru „Boško Buha”. Budowa będzie finansowana przez spółkę Belgrade Waterfront, która następnie przekaże budynek miastu. Za budynkiem powstanie duży parking. 
W grudniu 2022 r. minister finansów Siniša Mali ponownie potwierdziła plany odrestaurowania i sprecyzował, że znajdzie się w nim szkoła, przedszkole, teatr Boško Buha i Muzeum dla dzieci. W marcu 2023 roku zespół teatralny Boško Buha rozpoczął protest, gdyż poinformowano go o planach przeniesienia całego teatru z Placu Republiki, gdzie funkcjonował od założenia w 1950 roku i posiadał bezterminowe prawo do dzierżawy. Problemem okazała się kwestia własności w katastrze, co zostało wyjaśnione zespołowi jako błąd, który zostanie skorygowany, a teatr nie zostanie przeniesiony. 
W styczniu 2023 roku ogłoszono, że odrestaurowany gmach zostanie otwarty na początku 2025 roku, lecz nie podjęto jeszcze decyzji, czy wyburzenie będzie obejmować całość budynku i odbudowa będzie w pełni od podstaw, czy dwie zewnętrzne ściany wychodzące na ulicę Savską zostaną zachowane. Zapowiedziano również, że budynek stanie się częścią kompleksu wraz z dawnym dworcem kolejowym, który zostanie przekształcony w Muzeum Historyczne Serbii, oraz nowymi budynkami szkoły i przedszkola, planowanymi za budynkiem poczty w ramach projektu Belgrade Waterfront. 
Po odbudowie dawna poczta ma stać się częścią nowego centrum kulturalnego, które obejmie interaktywne muzeum dla dzieci, bibliotekę, restaurację, kawiarnię, a także dodatkowe galerie, warsztaty artystyczne, szkoły sztuki i księgarnie. Miejski urbanista Stojčić zapowiedział również, że w budynku znajdzie się teatr, jednak na razie nie wiadomo, która instytucja będzie z niego korzystać. Budynek został opróżniony do połowy września 2023 roku, a jego rozbiórka rozpoczęła się pod koniec listopada 2023 roku. Mimo deklarowanego kulturalnego przeznaczenia budynku planowo jego powierzchnia ma być dominowana przez przeznaczenie komercyjne.
11 września 2023 r. Urząd Pocztowy 11000 Belgrad 6 został przeniesiony z tego budynku.
W grudniu 2024 r., z blisko rocznym opóźnieniem, rozpoczęto rozbiórkę obiektu, którą zaplanowano na marzec następnego roku. W styczniu 2025 r. budynek został zburzony i przeprowadzono jego kompleksową renowację.